# Megaleruca triloba
Megaleruca triloba es una especie de insecto coleóptero de la familia Chrysomelidae.
Fue descrita científicamente en 1781 por Fabricius.